# Saxifraga excellens
Saxifraga excellens är en stenbräckeväxtart som beskrevs av H. Sm.. Saxifraga excellens ingår i Bräckesläktet som ingår i familjen stenbräckeväxter. Inga underarter finns listade i Catalogue of Life.